# Philippe Ranaivomanana
Philippe Ranaivomanana (ur. 12 maja 1949 w Sarobatra, zm. 6 września 2022 w Antsirabe) – madagaskarski duchowny rzymskokatolicki, w latach 2009–2022 biskup Antsirabé. W latach 1999–2009 był biskupem diecezji Ihosy.